# Partido Social Francés
El Partido Social Francés (en francés Parti social français) fue un partido político de la Tercera República Francesa.

## Historia
El PSF fue fundado en 1936 por François de La Rocque como entidad sucesora de la Croix de Feu tras la disolución de esta última en junio de ese año. Hacia septiembre de 1939 el partido pudo haber alcanzado una cifra de 1,5 a 2 millones de miembros. Desapareció en 1940.

## Ideología
Mientras que Robert Soucy etiqueta a la formación como fascista, Sean Kennedy la adscribe a un autoritarismo católico antidemocrático. Stanley G. Payne considera al PSF un precursor «en algunos aspectos» del gaullismo de posguerra. A pesar de múltiples y crecientes declaraciones antisemitas de sus miembros, particularmente en Argelia, el PSF negaba presentar un carácter antisemita.